# Tomba di Matolda
La Tomba di Matolda (2.084 m s.l.m.) è una montagna delle Alpi Graie che si trova in Piemonte.

## Toponimo
Il nome della montagna è piuttosto particolare e in passato venne collegato ad una leggenda che narra del tragico destino di una giovane sposa, di nobile condizione, che sarebbe morta in questi luoghi per i disagi sofferti nel corso della fuga dai nemici che la perseguitavano.
In realtà testimonianze più recenti fanno derivare il toponimo Matolda dal soprannome dei Cargnino, una famiglia di allevatori di Viù proprietari di parte dei pascoli sfruttati dall'alpeggio nei pressi della cima. Tomba potrebbe invece derivare dalla forma a tumulo arrotondato che caratterizza il rilievo, ma potrebbe anche essere la trasformazione del termine locale Comba (conca, avvallamento) inizialmente riferito al vicino alpeggio e poi, per estensione, alla cima.

## Descrizione
La Tomba di Matolda fa parte dello spartiacque che separa la val di Susa dalla valle di Viù e, in particolare, la val Sessi (a sud) dalla Vallorsera (a nord). 
Poco a est della Tomba si trova il colle del Colombardino (1.895 m), mentre a ovest lo spartiacque prosegue con le punte Sbaron e di Grifone.

## Storia
Collegato alla leggenda sopra ricordata è nato, sul versante valsusino della montagna, il detto Da Culumbàrd a Culumbardin a - jé pì d'òr che tra Sùsa e Tùrin (Dal Colombardo al Colombardino c'è più oro che tra Susa e Torino), stando al quale i Longobardi avrebbero nascosto nei pressi della Tomba un favoloso tesoro.

## Ascesa alla vetta
La via più facile per salire in vetta è quella che parte dal Colombardino, tra la Punta Sbaron e il Colle del Colombardo, e ne risale senza percorso obbligato il breve pendio erboso.
Quando c'è neve la Tomba di Matolda può essere raggiunta con gli sci o le racchette da neve purché con la dovuta attenzione alle slavine, in particolare nel passaggio sotto i pendii orientali della punta Sbaron.
Sulla vetta erbosa della montagna è collocato un ometto di pietre.